# NGC 4247
NGC 4247 (również PGC 39480) – galaktyka spiralna z poprzeczką (SBab/P), znajdująca się w gwiazdozbiorze Panny. Odkrył ją George Searle 25 lutego 1868 roku.